# 马群
马群（1991年11月9日—），山东青岛人，中国国际象棋棋手。
马群于2013年获国际象棋特级大师头衔。2014年，获黑斯廷斯国际象棋公开赛并列冠军。2015年，代表上海财经大学出战的马群在首届亚洲大学生国际象棋锦标赛上获得亚军。2016年在新西兰象棋公开赛上，他获得了快棋赛与超快棋赛冠军、慢棋赛并列亚军。